# Aloe Blacc

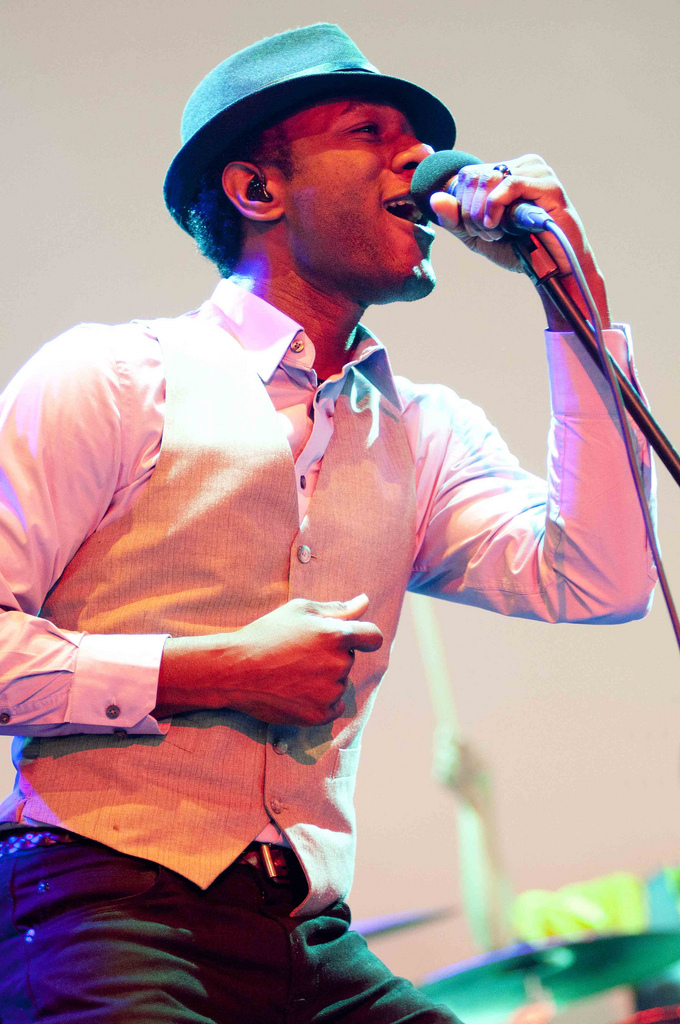
Aloe Blacc (2011)

Aloe Blacc (* 7. Januar 1979 in Los Angeles, Kalifornien; eigentlich Egbert Nathaniel Dawkins III) ist ein US-amerikanischer Sänger, Soulmusiker und Rapper. Seine Musik enthält Elemente aus Soul, R&B, Reggae, Hip-Hop und Jazz.

## Karriere
Blacc begann seine Karriere im Jahre 1995 als Hip-Hop-MC bei der Rap-Gruppe Emanon.
Sein erstes Soloalbum Shine Through erschien 2006 bei Stones Throw Records. Darauf enthalten war eine Coverversion von John Legends Lied Ordinary People als Gente Ordinaria.
Sein Song I Need a Dollar wurde für den Vorspann der HBO-Fernsehserie How to Make It in America verwendet. 2010 platzierte sich der Song in allen deutschsprachigen Ländern in den Top 5 der Charts, erhielt in Deutschland für 300.000 verkaufte Einheiten eine Platin-Schallplatte und erreichte Rang 35 der deutschen Jahrescharts. In Großbritannien wurde das Lied erst im April 2011 veröffentlicht. Nachdem es sich anfangs schwer getan hatte, schaffte es auch dort in der sechsten Chartwoche den Einstieg in die Top 10. Bis zum 6. Juni 2011 konnte sich I Need a Dollar in Großbritannien 400.000 Mal verkaufen.
Bei der 1LIVE Plan B Session wurde auch eine deutschsprachige Version als Akustikversion mit dem Titel Ich brauch’ nen Euro aufgenommen.
Blacc komponierte das Lied At All für Lena Meyer-Landrut, welches auf ihrem Studioalbum Good News vorhanden ist.
Zusammen mit dem schwedischen Produzenten Avicii nahm er das Lied Wake Me Up auf, das sie gemeinsam beim Ultra Music Festival 2013 präsentierten. Die Kollaboration erfolgte, nachdem Linkin-Park-Mitglied Mike Shinoda den Kontakt knüpfte. Das Lied wurde sofort nach Veröffentlichung ein europaweiter Erfolg und erreichte in über 15 europäischen Ländern Platz eins. Der Erfolg weitete sich im Laufe des Sommers aus und in Australien und Neuseeland rückte es bis auf Platz eins sowie in den USA auf Platz zwei vor. Bereits nach wenigen Monaten erreichte die Single sechsmal Platin-Status und zweimal Gold-Status. Schlussendlich wurde es eine der meistverkauften Singles aller Zeiten.
Am 10. April 2019 erschien das Lied SOS als erste posthume Single nach Aviciis plötzlichem Tod im April 2018. Den Gesang des Liedes steuerte Blacc bei, nachdem er vom Produzenten-Duo Kristoffer Fogelmark und Albin Nedler, das einen Teil der verbliebenen Werke für das Album Tim fertigstellte, kontaktiert wurde. Sein Name soll bereits vor Aviciis Tod gefallen sein. Blacc interpretiert die Zeilen SOS als zum einen eine Beschreibung Aviciis „eigener Kämpfe“, zum anderen aber auch als eine Art Geschenk an Menschen, die tatsächlich Hilfe benötigen und nicht die richtigen Worte dafür finden.
Blacc erreichte als Mushroom in der vierten Staffel der US-amerikanischen Version von The Masked Singer im Finale am 16. Dezember 2020 den zweiten Platz.
Im August 2023 wurde ein Duett von Aloe Blacc mit Gentleman (Never Let You Down) veröffentlicht.

## Diskografie

### Studioalben
| Jahr | Titel               | Höchstplatzierung, Gesamtwochen, AuszeichnungChartplatzierungen (Jahr, Titel, Platzierungen, Wochen, Auszeichnungen, Anmerkungen) | Höchstplatzierung, Gesamtwochen, AuszeichnungChartplatzierungen (Jahr, Titel, Platzierungen, Wochen, Auszeichnungen, Anmerkungen) | Höchstplatzierung, Gesamtwochen, AuszeichnungChartplatzierungen (Jahr, Titel, Platzierungen, Wochen, Auszeichnungen, Anmerkungen) | Höchstplatzierung, Gesamtwochen, AuszeichnungChartplatzierungen (Jahr, Titel, Platzierungen, Wochen, Auszeichnungen, Anmerkungen) | Höchstplatzierung, Gesamtwochen, AuszeichnungChartplatzierungen (Jahr, Titel, Platzierungen, Wochen, Auszeichnungen, Anmerkungen) | Anmerkungen                              |
| Jahr | Titel               | DE | AT | CH | UK | US | Anmerkungen                              |
| ---- | ------------------- | --- | --- | --- | --- | --- | ---------------------------------------- |
| 2006 | Shine Through       | — | — | — | — | — | Erstveröffentlichung: 11. Juli 2006      |
| 2010 | Good Things         | DE29 Gold · (33 Wo.)DE | AT36 Gold · (20 Wo.)AT | CH31 (23 Wo.)CH | UK8 Gold · (25 Wo.)UK | — | Erstveröffentlichung: 28. September 2010 |
| 2013 | Lift Your Spirit    | DE16 (13 Wo.)DE | AT43 (2 Wo.)AT | CH22 (5 Wo.)CH | UK5 (8 Wo.)UK | US4 (18 Wo.)US | Erstveröffentlichung: 25. Oktober 2013   |
| 2018 | Christmas Funk      | — | — | — | — | — | Erstveröffentlichung: 9. November 2018   |
| 2020 | All Love Everything | DE66 (1 Wo.)DE | — | CH51 (1 Wo.)CH | — | — | Erstveröffentlichung: 2. Oktober 2020    |

### EPs
| Jahr | Titel      | Höchstplatzierung, Gesamtwochen, AuszeichnungChartsChartplatzierungen (Jahr, Titel, Platzierungen, Wochen, Auszeichnungen, Anmerkungen) | Anmerkungen                            |
| Jahr | Titel      | US | Anmerkungen                            |
| ---- | ---------- | --- | -------------------------------------- |
| 2013 | Wake Me Up | US32 (3 Wo.)US | Erstveröffentlichung: 22. Oktober 2013 |

Weitere EPs
- 2003: The Aloe Blacc EP
- 2004: The Aloe Blacc EP 2: Me and My Music
- 2013: Energy Live Session: Aloe Blacc & the Grand Scheme
- 2015: Christmas

### Singles als Leadmusiker
| Jahr | Titel Album                            | Höchstplatzierung, Gesamtwochen, AuszeichnungChartplatzierungen (Jahr, Titel, Album, Platzierungen, Wochen, Auszeichnungen, Anmerkungen) | Höchstplatzierung, Gesamtwochen, AuszeichnungChartplatzierungen (Jahr, Titel, Album, Platzierungen, Wochen, Auszeichnungen, Anmerkungen) | Höchstplatzierung, Gesamtwochen, AuszeichnungChartplatzierungen (Jahr, Titel, Album, Platzierungen, Wochen, Auszeichnungen, Anmerkungen) | Höchstplatzierung, Gesamtwochen, AuszeichnungChartplatzierungen (Jahr, Titel, Album, Platzierungen, Wochen, Auszeichnungen, Anmerkungen) | Höchstplatzierung, Gesamtwochen, AuszeichnungChartplatzierungen (Jahr, Titel, Album, Platzierungen, Wochen, Auszeichnungen, Anmerkungen) | Anmerkungen                                       |
| Jahr | Titel Album                            | DE | AT | CH | UK | US | Anmerkungen                                       |
| ---- | -------------------------------------- | --- | --- | --- | --- | --- | ------------------------------------------------- |
| 2010 | I Need a Dollar Good Things            | DE4 ×3Dreifachgold · (37 Wo.)DE | AT5 Gold · (23 Wo.)AT | CH5 Platin · (41 Wo.)CH | UK2 Platin · (46 Wo.)UK | — | Erstveröffentlichung: 16. März 2010               |
| 2011 | Loving You Is Killing Me Good Things   | DE12 Gold · (24 Wo.)DE | AT8 Gold · (22 Wo.)AT | CH26 (17 Wo.)CH | — | — | Erstveröffentlichung: 7. März 2011                |
| 2011 | Green Lights Good Things               | — | AT69 (1 Wo.)AT | — | — | — | Erstveröffentlichung: 10. September 2011          |
| 2013 | Wake Me Up (Acoustic) Lift Your Spirit | DE42 (7 Wo.)DE | AT71 (1 Wo.)AT | CH23 (8 Wo.)CH | UK69 (2 Wo.)UK | — | Erstveröffentlichung: 30. September 2013          |
| 2014 | The Man Lift Your Spirit               | DE22 Gold · (18 Wo.)DE | AT19 (9 Wo.)AT | CH40 (14 Wo.)CH | UK1 Platin · (20 Wo.)UK | US8 Platin · (20 Wo.)US | Erstveröffentlichung: 21. Januar 2014             |
| 2019 | Greatest Show on Earth –               | — | — | CH54 (5 Wo.)CH | — | — | Erstveröffentlichung: 23. August 2019 mit Pegasus |

Weitere Singles
- 2003: Personal Business
- 2005: Want Me
- 2006: I’m Beautiful
- 2006: Dance for Life
- 2006: Get Down
- 2010: Femme Fatale
- 2010: You Make Me Smile
- 2013: Ticking Bomb
- 2014: The World Is Ours (mit David Correy)
- 2014: Hello World
- 2014: Here Today
- 2014: Together (RED)
- 2017: King Is Born
- 2018: Make Way
- 2018: Brooklyn in the Summer
- 2019: Hurt People (mit Gryffin)
- 2019: Getting Started (feat. J.I.D)
- 2019: Snitch (mit Netsky)
- 2020: I Do
- 2020: Hold On Tight
- 2020: My Way (mit Steve Aoki)
- 2021: I Do (Remix) (mit LeAnn Rimes)

### Singles als Gastmusiker
| Jahr | Titel Album             | Höchstplatzierung, Gesamtwochen, AuszeichnungChartplatzierungen (Jahr, Titel, Album, Platzierungen, Wochen, Auszeichnungen, Anmerkungen) | Höchstplatzierung, Gesamtwochen, AuszeichnungChartplatzierungen (Jahr, Titel, Album, Platzierungen, Wochen, Auszeichnungen, Anmerkungen) | Höchstplatzierung, Gesamtwochen, AuszeichnungChartplatzierungen (Jahr, Titel, Album, Platzierungen, Wochen, Auszeichnungen, Anmerkungen) | Höchstplatzierung, Gesamtwochen, AuszeichnungChartplatzierungen (Jahr, Titel, Album, Platzierungen, Wochen, Auszeichnungen, Anmerkungen) | Höchstplatzierung, Gesamtwochen, AuszeichnungChartplatzierungen (Jahr, Titel, Album, Platzierungen, Wochen, Auszeichnungen, Anmerkungen) | Anmerkungen                                                                         |
| Jahr | Titel Album             | DE | AT | CH | UK | US | Anmerkungen                                                                         |
| ---- | ----------------------- | --- | --- | --- | --- | --- | ----------------------------------------------------------------------------------- |
| 2013 | Wake Me Up! True        | DE1 ×11Elffachgold · (62 Wo.)DE | AT1 ×2Doppelplatin · (54 Wo.)AT | CH1 ×3Dreifachplatin · (75 Wo.)CH | UK1 ×6Sechsfachplatin · (72 Wo.)UK | US4 Diamant + Platin · (54 Wo.)US | Erstveröffentlichung: 17. Juni 2013 Verkäufe: + 21.213.724; Avicii feat. Aloe Blacc |
| 2019 | SOS Tim                 | DE8 Platin · (22 Wo.)DE | AT4 (24 Wo.)AT | CH3 (25 Wo.)CH | UK6 Platin · (22 Wo.)UK | US68 Gold · (3 Wo.)US | Erstveröffentlichung: 10. April 2019 Avicii feat. Aloe Blacc                        |
| 2019 | Never Be Alone New Wave | — | — | CH69 (1 Wo.)CH | — | — | Erstveröffentlichung: 26. Juli 2019 David Guetta & Morten feat. Aloe Blacc          |

Weitere Gastbeiträge
- 2010: Where I’m From (MED feat. Aloe Blacc)
- 2011: Days Chasing Days (Blame One feat. Exile, Aloe Blacc & Beleaf)
- 2011: The Sound of Swing (Oh Na Na) (The Kenneth Bager Experience feat. Aloe Blacc)
- 2012: Where Does the Time Go? (The Bamboos feat. Aloe Blacc)
- 2012: Time to Go (Wax Tailor feat. Aloe Blacc)
- 2012: More Than Material (Roseaux feat. Aloe Blacc)
- 2013: Liar Liar (Avicii feat. Blondfire & Aloe Blacc)
- 2014: Show Me the Way (Dilated Peoples feat. Aloe Blacc)
- 2015: Something to Believe In (Fashawn feat. Nas & Aloe Blacc)
- 2015: Verge (Owl City feat. Aloe Blacc)
- 2016: Candyman (Zedd feat. Aloe Blacc, US: Gold)
- 2016: Smile (Maya Jupiter feat. Aloe Blacc)
- 2016: Counting On Me (Aeroplane & Purple Disco Machine feat. Aloe Blacc)
- 2016: S.O.S (Sound of Swing) (Kenneth Bager vs. Yolanda Be Cool feat. Aloe Blacc)
- 2017: Imperfection (Gentleman feat. Aloe Blacc)
- 2017: Secrets (Engine-EarZ Experiment feat. Aloe Blacc & Ayanna Witter-Johnson)
- 2017: Carry You Home (Tiësto feat. Stargate & Aloe Blacc)
- 2018: Milk & Honey (Tropkillaz feat. Aloe Blacc)
- 2018: Slow Your Roll (Everlast feat. Aloe Blacc)
- 2019: Truth Never Lies (Lost Frequencies feat. Aloe Blacc)
- 2019: Better Day (Young Bombs feat. Aloe Blacc)
- 2019: Better than ever (Flight Facilities feat. Aloe Blacc)
- 2019: Don’t Worry (Mesto feat. Aloe Blacc)
- 2021: I’m In Love (Paul Oakenfold feat. Aloe Blacc)
- 2021: Set Me Free (Dvbbs feat. Aloe Blacc)
- 2021: Can’t Get Over You (Gabry Ponte feat. Aloe Blacc)

## Auszeichnungen für Musikverkäufe
| Goldene Schallplatte - Belgien - 2010: für die Single I Need a Dollar - Brasilien - 2023: für die Single Wake Me Up (Acoustic) - Dänemark - 2012: für die Single I Need a Dollar - 2013: für das Streaming I Need a Dollar - Finnland - 2013: für die Single Wake Me Up - 2019: für die Single SOS - Frankreich - 2020: für die Single SOS - Italien - 2014: für die Single The Man - Japan - 2023: für das Streaming SOS - Kanada - 2020: für die Single I Need a Dollar - 2022: für die Single Better Day - Neuseeland - 2011: für die Single I Need a Dollar - 2019: für das Album Good Things - 2025: für das Album Lift Your Spirit - Spanien - 2024: für die Single SOS Platin-Schallplatte - Australien - 2014: für die Single The Man - Belgien - 2019: für die Single SOS - Italien - 2018: für die Single I Need a Dollar - 2019: für die Single SOS - Japan - 2017: für die Single Wake Me Up - 2023: für das Streaming Wake Me Up - Kanada - 2013: für die Single Wake Me Up - Neuseeland - 2014: für die Single The Man - Portugal - 2020: für die Single SOS | 2× Platin-Schallplatte - Australien - 2011: für die Single I Need a Dollar - Dänemark - 2014: für die Single Wake Me Up - 2014: für das Streaming The Man - 2023: für die Single SOS - Kanada - 2019: für die Single SOS - Mexiko - 2014: für die Single Wake Me Up - Neuseeland - 2022: für die Single SOS - Polen - 2021: für die Single SOS - Schweden - 2014: für die Single The Man - Spanien - 2014: für das Streaming Wake Me Up 3× Platin-Schallplatte - Australien - 2021: für die Single SOS - Brasilien - 2023: für die Single SOS 4× Platin-Schallplatte - Belgien - 2016: für die Single Wake Me Up - Portugal - 2023: für die Single Wake Me Up - Spanien - 2024: für die Single Wake Me Up 5× Platin-Schallplatte - Italien - 2014: für die Single Wake Me Up | 6× Platin-Schallplatte - Dänemark - 2014: für das Streaming Wake Me Up 7× Platin-Schallplatte - Norwegen - 2014: für die Single Wake Me Up 8× Platin-Schallplatte - Neuseeland - 2025: für die Single Wake Me Up - Niederlande - 2014: für die Single Wake Me Up 13× Platin-Schallplatte - Schweden - 2014: für die Single Wake Me Up 15× Platin-Schallplatte - Australien - 2020: für die Single Wake Me Up 6× Diamantene Schallplatte - Brasilien - 2023: für die Single Wake Me Up |

Anmerkung: Auszeichnungen in Ländern aus den Charttabellen bzw. Chartboxen sind in ebendiesen zu finden.
| Land/RegionAuszeichnungen für Musikverkäufe (Land/Region, Auszeichnungen, Verkäufe, Quellen) | Gold       | Platin         | Diamant     | Verkäufe   | Quellen                           |
| -------------------------------------------------------------------------------------------- | ---------- | -------------- | ----------- | ---------- | --------------------------------- |
| Australien (ARIA)                                                                            | —          | 21× Platin21   | —           | 1.470.000  | aria.com.au                       |
| Belgien (BRMA)                                                                               | Gold1      | 5× Platin5     | —           | 175.000    | ultratop.be                       |
| Brasilien (PMB)                                                                              | Gold1      | 3× Platin3     | 6× Diamant6 | 1.650.000  | pro-musicabr.org.br BR2           |
| Dänemark (IFPI)                                                                              | 2× Gold2   | 12× Platin12   | —           | 255.000    | ifpi.dk                           |
| Deutschland (BVMI)                                                                           | 5× Gold5   | 7× Platin7     | —           | 2.900.000  | musikindustrie.de                 |
| Finnland (IFPI)                                                                              | 2× Gold2   | —              | —           | 54.924     | ifpi.fi                           |
| Frankreich (SNEP)                                                                            | Gold1      | —              | —           | 308.800    | snepmusique.com                   |
| Italien (FIMI)                                                                               | Gold1      | 7× Platin7     | —           | 265.000    | fimi.it                           |
| Japan (RIAJ)                                                                                 | Gold1      | 2× Platin2     | —           | 250.000    | riaj.or.jp JP2                    |
| Kanada (MC)                                                                                  | 2× Gold2   | 3× Platin3     | —           | 320.000    | musiccanada.com                   |
| Mexiko (AMPROFON)                                                                            | —          | 2× Platin2     | —           | 120.000    | amprofon.com.mx                   |
| Neuseeland (RMNZ)                                                                            | 3× Gold3   | 11× Platin11   | —           | 337.500    | aotearoamusiccharts.co.nz NZ2 NZ3 |
| Niederlande (NVPI)                                                                           | —          | 8× Platin8     | —           | 160.000    | nvpi.nl                           |
| Norwegen (IFPI)                                                                              | —          | 7× Platin7     | —           | 70.000     | ifpi.no                           |
| Österreich (IFPI)                                                                            | 3× Gold3   | 2× Platin2     | —           | 100.000    | ifpi.at                           |
| Polen (ZPAV)                                                                                 | —          | 2× Platin2     | —           | 100.000    | olis.pl                           |
| Portugal (AFP)                                                                               | —          | 5× Platin5     | —           | 50.000     | Einzelnachweise                   |
| Schweden (IFPI)                                                                              | —          | 15× Platin15   | —           | 600.000    | sverigetopplistan.se              |
| Schweiz (IFPI)                                                                               | —          | 4× Platin4     | —           | 120.000    | hitparade.ch                      |
| Spanien (Promusicae)                                                                         | Gold1      | 6× Platin6     | —           | 270.000    | elportaldemusica.es promusicae.es |
| Vereinigte Staaten (RIAA)                                                                    | 2× Gold2   | 2× Platin2     | Diamant1    | 13.000.000 | riaa.com                          |
| Vereinigtes Königreich (BPI)                                                                 | Gold1      | 9× Platin9     | —           | 5.500.000  | bpi.co.uk                         |
| Insgesamt                                                                                    | 26× Gold26 | 133× Platin133 | 7× Diamant7 |            |                                   |